# Heteromirafra
Heteromirafra es un género  de ave paseriforme perteneciente a la familia  Alaudidae.

## Especies
- Alondra de Archer – Heteromirafra archeri S. Clarke, 1920
- Alondra de Sidamo – Heteromirafra sidamoensis (Erard, 1975)
- Alondra de Rudd – Heteromirafra ruddi (Grant, 1908)